# 趙逸
趙 逸（ちよう いつ、生没年不詳）は、中国の五胡十六国から北魏にかけての人物。字は思群。本貫は天水郡上邽県。

## 経歴
後趙の黄門郎の趙昌の子として生まれた。後秦の姚興に仕えて、中書侍郎をつとめた。後秦の将軍の斉難の下で軍司をつとめて、赫連勃勃を討った。斉難が敗北すると、赫連勃勃に捕らえられて、夏の著作郎となった。北魏の太武帝が統万を平定すると、趙逸の書いた文章に目を止めて追放しようとしたが、司徒の崔浩が反対したため取りやめられた。そこで中書侍郎に任じられた。430年（神䴥3年）3月上巳、太武帝が白虎殿で百官に命じて詩を詠ませると、趙逸は詩の序文を作った。しばらくして寧朔将軍・赤城鎮将に任じられ、十数年のあいだ務めた。たびたび引退を願い出て、長らくして許された。70歳を越えても、書巻を手放さなかった。趙逸の著述には、詩・賦・銘・頌が五十数篇あった。
子に趙回があり、殷州刺史となった。

## 伝記資料
- 『魏書』巻52 列伝第40
- 『北史』巻34 列伝第22
- 故漢陽公趙君墓誌銘（趙齢墓誌）